# Andy Nyman
Andy Nyman (* 13. April 1966 in Leicester) ist ein britischer Schauspieler, Produzent, Drehbuchautor und Zauberkünstler.

## Leben und Karriere
Der in der mittelenglischen Grafschaft Leicestershire geborene Andy Nyman debütierte als Schauspieler 1989 in einer Episode der Fernsehserie Birds of a Feather in einer Nebenrolle. Sein schauspielerischer Durchbruch gelang ihm 2000 in der Rolle des Keith Whitehead in der Verfilmung von Martin Amis’ Roman Dead Babies. In der mit einem Emmy Award ausgezeichneten NBC-Produktion Uprising – Der Aufstand spielte er in einer tragenden Rolle einen polnischen Freiheitskämpfer. Im deutschsprachigen Raum wurde er vor allem durch seine Darstellung des hypochondrisch veranlagten Howard in der 2007 entstandenen Filmkomödie Sterben für Anfänger bekannt.
Andy Nyman ist auch als Zauberkünstler und Mentalist bekannt. Seit 2005 arbeitet er eng mit dem Magier Derren Brown zusammen, für dessen Derren Brown-Fernsehreihe er zahlreiche Drehbücher schrieb und als Produzent auftrat. 2008 wirkte Nyman in der auf BBC Four ausgestrahlten übersinnlich angelegten Fernsehserie Crooked House mit.

## Filmografie (Auswahl)
- 1989: Frau in Schwarz (The Woman in Black)
- 1989–1992: The Bill (Fernsehserie, Episodenrollen)
- 1997: EastEnders (Fernsehserie, Episodenrolle)
- 2000: Being Considered
- 2000: Dead Babies
- 2001: Uprising – Der Aufstand (Uprising)
- 2002: Bloody Magic
- 2003: Coney Island Baby
- 2004: Coming Up (Fernsehserie, Episodenrolle)
- 2005: Shut Up and Shoot Me
- 2006: Severance – Ein blutiger Betriebsausflug (Severance)
- 2007: Sterben für Anfänger (Death at a Funeral)
- 2008: Brothers Bloom (The Brothers Bloom)
- 2008: Dead Set (Fernsehserie)
- 2008: Crooked House (Fernsehserie, Episodenrollen)
- 2008–2010: Chuggington – Die Loks sind los! (Chuggington, Fernsehserie, Stimme)
- 2009: The Tournament
- 2010: Black Death
- 2014: Automata (Autómata)
- 2017: Ich – Einfach unverbesserlich 3 (Despicable Me 3, Stimme im Original)
- 2017: Ghost Stories
- 2018: The Commuter
- 2018: Wanderlust (Fernsehserie)
- 2019: Judy
- 2021: Jungle Cruise
- 2021: Grantchester (Fernsehserie, 1 Folge)
- 2024: Ein klitzekleines Weihnachtswunder (That Christmas, Stimme)
- 2024: Wicked

## Auszeichnungen und Nominierungen
- 2006: Olivier Award: Auszeichnung für Bestes Entertainment für die Derren Brown Shows.
- 2006: Cherbourg-Octeville Festival of Irish & British Film: Auszeichnung als Bester Darsteller für Shut Up and Shoot Me.
- 2007: BAFTA Award: Nominierung für den Lew Grad Award für seine Arbeit bei Derren Brown: The Heist.